# Castella i Lleó
Castella i Lleó (en castellà i oficialment: Castilla y León, en lleonès: Castiella y Llión, en gallec: Castela e León) és una comunitat autònoma d'Espanya creada el 1983 situada a la regió nord de l'altiplà central de la península Ibèrica i correspon, geogràficament, amb part la conca del Duero. És integrada per les províncies de les antigues regions de Lleó i de Castella la Vella, llevat de Cantàbria i La Rioja, ja que aquestes dues, que formaven part de l'ens preautonòmic de Castella i Lleó, optaren per constituir autonomies uniprovincials.
L'Estatut d'Autonomia de Castella i Lleó no estableix una capital i, per tant, oficialment no en té; les Corts es van instal·lar temporalment a Burgos. No obstant això, una llei orgànica aprovada el 1987 va establir que la Junta de Castella i Lleó i les Corts tindrien llur seu a la ciutat de Valladolid. Una altra llei del mateix any defineix a Burgos com a seu judicial de la comunitat amb l'emplaçament del Tribunal Superior de Justícia de Castella i Lleó a aquesta ciutat.
El 23 d'abril se celebra el Dia de Castella i Lleó en commemoració de la derrota patida pels exèrcits de les ciutats castellanes partidàries dels comuners durant la guerra homònima a la ciutat de Villalar.

## Etimologia
El nom de la comunitat de Castella i Lleó prové de les regions integrants de la comunitat. Castella fa referència a l'antic Regne de Castella el nom del qual significa "terra de castells". Lleó, per altra banda fa referència a l'àntic Regne de Lleó, aquest mot es deriva del nom llatí de la ciutat homònima de la regió, Legio VII Gemina en referència a la legió romana reclutada per Galba dels ibers que es va assentar en aquest territori per tal de protegir els interessos romans dels habitants autòctons, els àsturs i els càntabres, i assegurar així la transportació d'or extreta de la província, especialment de Las Médulas,

## Història
La comunitat autònoma de Castella i Lleó és el resultat de la unió de les regions de Lleó i de Castella la Vella, llevat de les regions de Cantàbria (l'antiga província de Santander) i La Rioja (antiga província de Logronyo), les quals es van conformar com a comunitats autònomes uniprovincials el 1983.

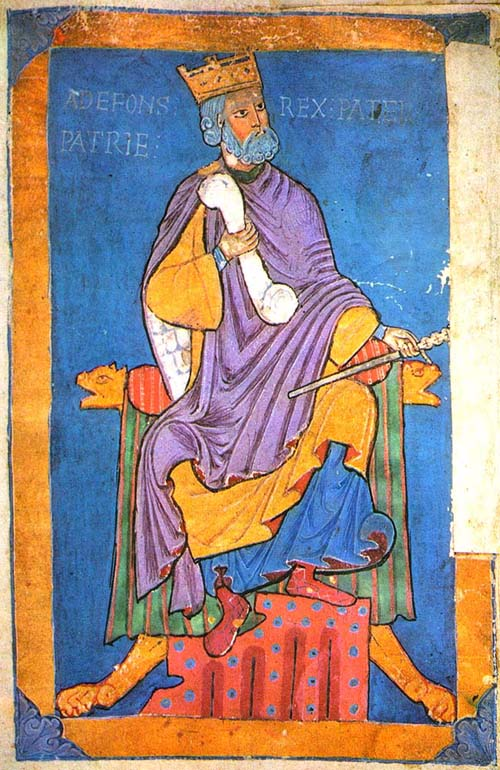
Alfons VI de Lleó.

La unió històrica del Regne de Castella i del Regne de Lleó es va produir, per primera vegada, quan Ferran I heretà Castella el 1037 i es casa amb Sança I, reina de Lleó. No obstant això, aquesta unió es trencaria en els seus fills; segons la tradició lleonesa medieval el major dels fills heretà el patrimoni patern (Castella) i el segon fill, el matern (Lleó). La segona unió de Castella i Lleó es produiria en el regnat d'Alfons VI de Lleó qui vencé al seu germà Sanç de Castella, i la tercera unió, es va produir sota el regnat de Ferran III el Sant que el 1230, després del Pacte de les Dames, que impedí que Sança II i Dolç, filles d'Alfons IX i hereves del regne accedissen al tron, i per mitjà del qual Alfons IX es corona rei de Lleó i de Castella, no obstant l'oposició del clergat i de la noblesa lleonesa. Les corts, però, es van unir més d'un segle després. Aquestes corts van ser una de les representacions parlamentàries, més antigues d'Europa, encara que no amb representació universal directa; la primera convocació de la qual es va realitzar el 1188 per Alfons IX rei de Lleó.
Quant al regne de Castella, la primera cúria el terme amb el qual es designen les assemblees nombroses o extraordinàries per tractar els assumptes del regne, probablement se celebrà per convocatòria d'Alfons VIII de Castella el 1187 a San Esteban de Gormaz. També es van reunir assemblees a Valladolid el 1217 per rendir homenatge a Ferran III com a rei de Castella i la cúria convocada dos anys més tard a Burgos pel rei mateix. Totes aquestes assemblees van tenir una continuïtat els segles posteriors i constitueixen l'antecedent més antic de les actuals Corts de Castella i Lleó, i una de les tradicions parlamentàries més antigues d'Europa.

## Geografia

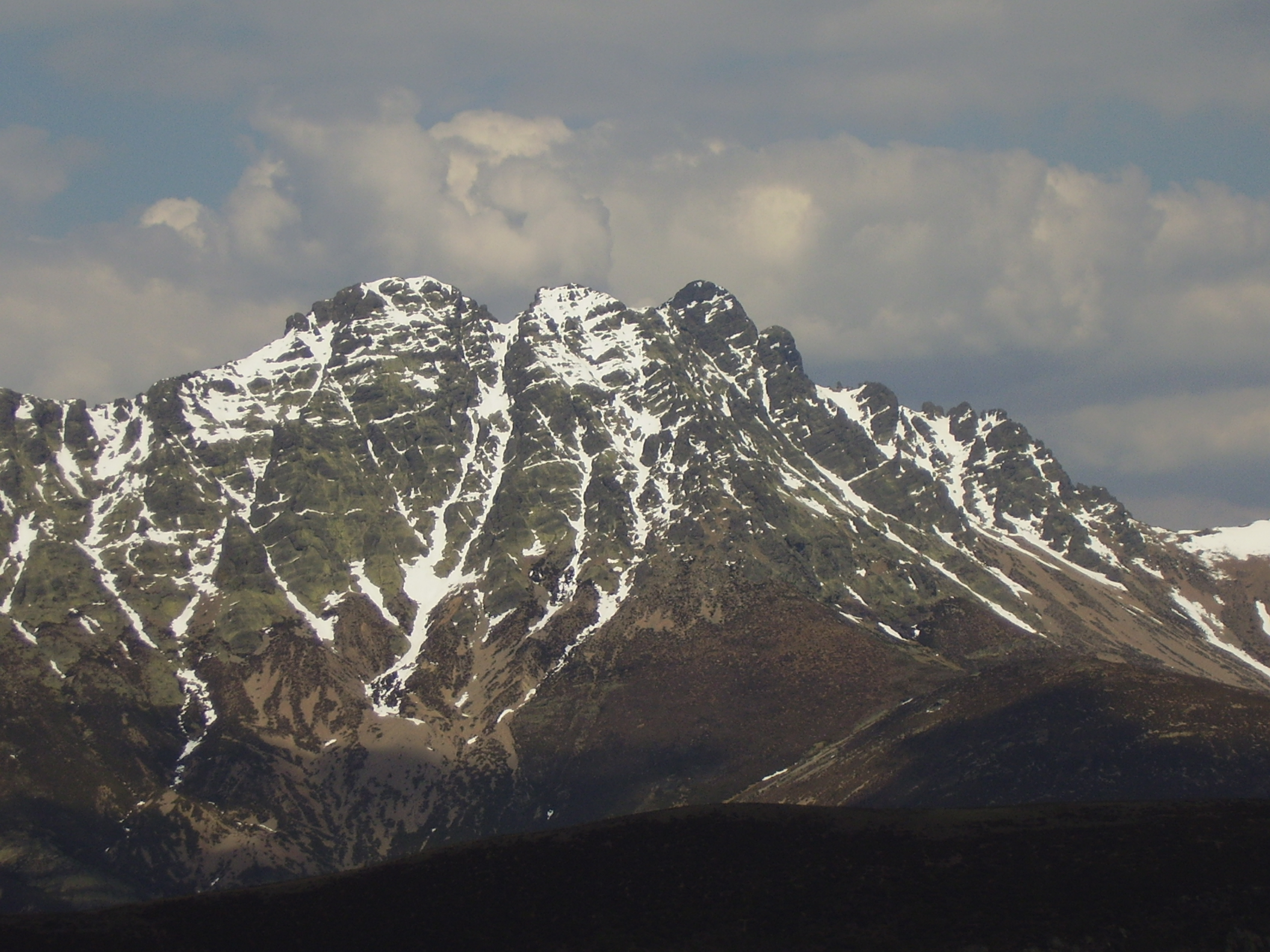
Cimera del Curavacas

Castella i Lleó estan situades a la Meseta Nord (o Submeseta Nord). Es troba a una certa altitud (entre els 600 i 900 m) i els seus límits amb altres comunitats autònomes d'Espanya són serralades amb altituds superiors als 2000 m): el Sistema Ibèric (amb La Rioja i Aragó), el Sistema Central (amb Castella-la Manxa, Comunitat de Madrid i Extremadura) i la Serralada Cantàbrica (amb Galícia, Astúries, Cantàbria i el País Basc).
L'orografia de la comunitat en fa variar tant els aspectes climàtics com els socio-demogràfics i estructurals. El clima és majoritàriament continental amb grans contrastos, baixa pluviositat, gelades tardanes i altes temperatures durant els estius. La disposició de les muntanyes que envolten el territori impedeixen l'arribada de masses d'aire humit marítim. Les muntanyes presenten les temperatures mitjanes més fredes.
A Castella i Lleó es troben huit conques hidrogràfiques, la principal de les quals és la conca del Duero, encara que també hi ha rius que es connecten a l'Ebre, al Sil, al Tajo, al riu Navia, al Sella, al Deva i al Nervión. Les dues últimes són conques petites. El Sella neix a les terres lleoneses als Pics d'Europa, a prop del Cares, afluent del Deva.

## Política i govern

### Les institucions de la comunitat
L'Estatut d'Autonomia de Castella i Lleó, aprovat el 1983 declara en el seu Preàmbul: 
Els antics regne de Castella i Lleó han mantingut al llarg dels segles una identitat històrica i cultural clarament definida dins la unitat plural d'Espanya. En exercir, per majoria aclaparant de les seves institucions representatives provincials i locals, el dret a la seva Autonomia, en els termes que estableix la Constitució espanyola, el poble castellanolleonès ha expressat la seva voluntat política d'organitzar-se en comunitat autònoma, reprenent així aquella identitat.
L'Estatut d'Autonomia, reformat en aquest punt el 1999 estalbeix que les insitutcions bàsiques de la Comunitat de Castella i Lleó són:

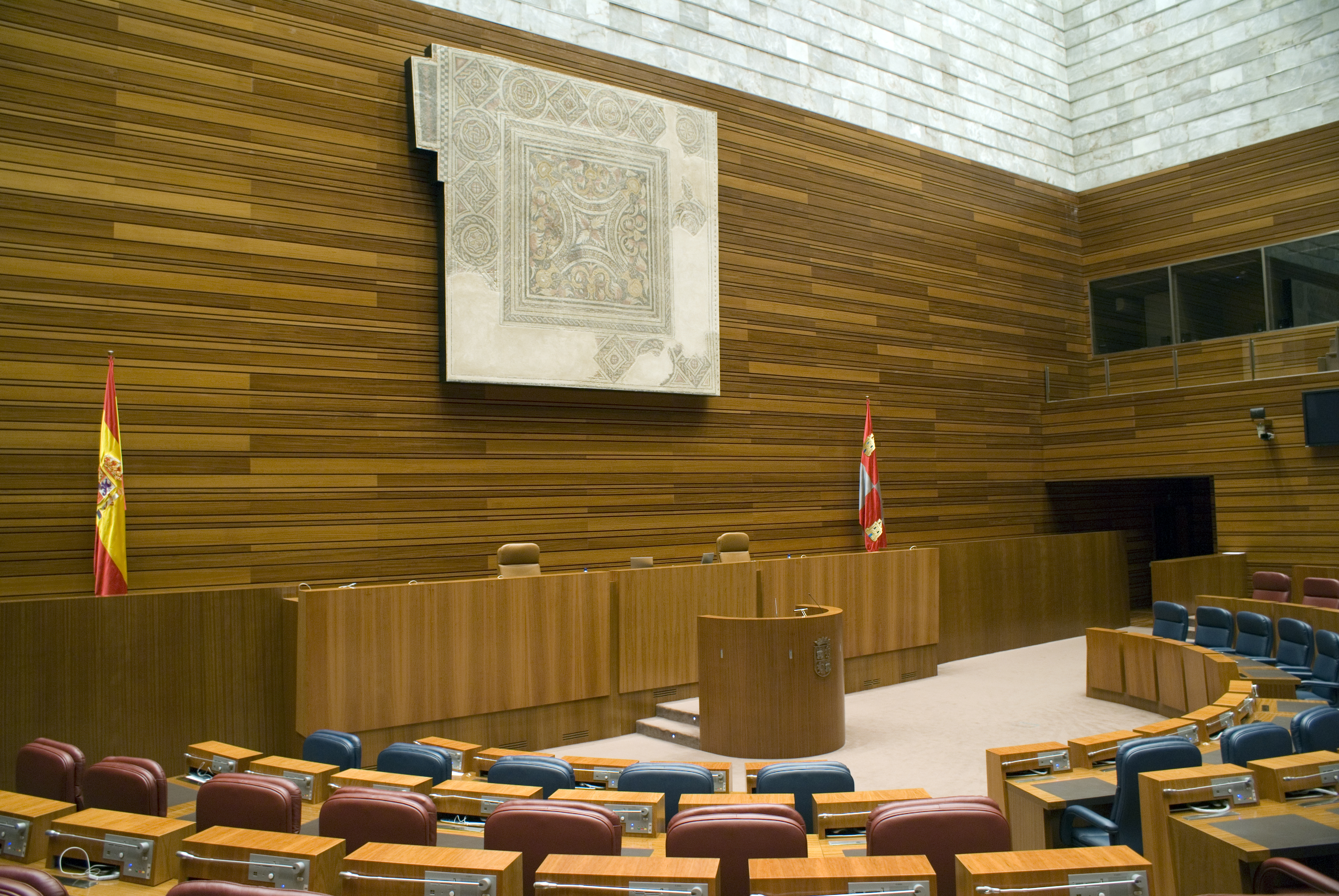
Hemicicle de les Corts de Castella i Lleó

- les Corts de Castella i Lleó, l'òrgan representatiu del poble castellano-leonès que exerceix el poder legislatiu. Els membres de les corts reben el nom tradicional de "procuradors"; són elegits per sufragi universal, lliure i secret per mitjà de la representació proporcional. La circumscripció electoral és la província; s'assignen un nombre mínim de tres procuradors per província, i un de més per cada 45 mil habitants o fracció superior als 22.500. Actualment, n'hi ha 82.
- el President de la Junta de Castella i Lleó, és el cap de govern del poder executiu de la comunitat i que ostenta la representació suprema de la comunitat i l'ordinària de l'Estat espanyol; presideix la Junta de Castella i Lleó, dirigeix les seves accions i coordina les funcions dels seus membres. És elegit per les Corts, i n'és membre, i posteriorment és nomenat pel rei d'Espanya.
- la Junta de Castella i Lleó; és l'òrgan sobre el qual recau la potestat executiva i s'encarrega de l'administració de la comunitat; està integrada pel president, el vicepresident, i els consellers, nomenats pel president.

### Divisions politicoadministratives

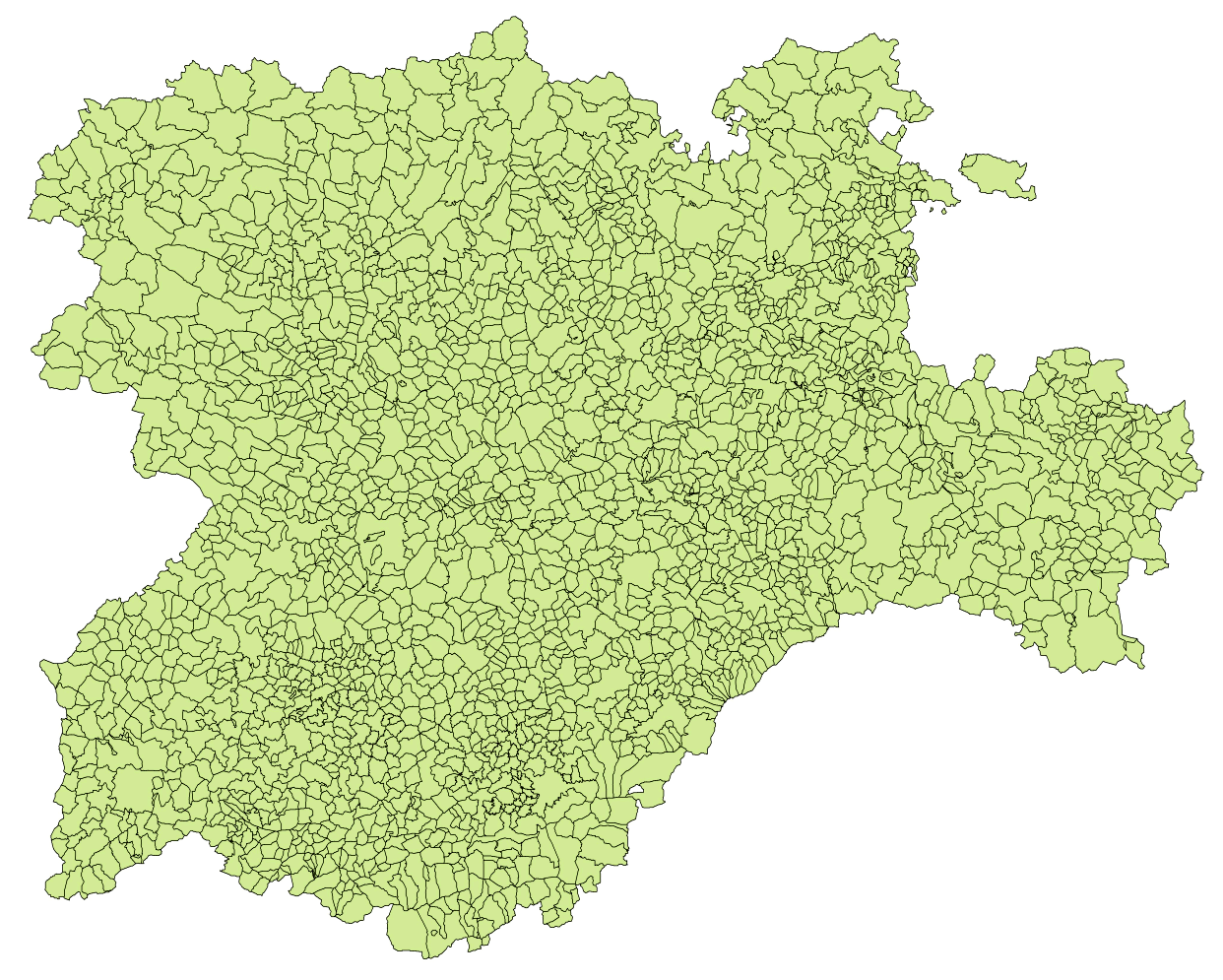
Municipis de Castella i Lleó

La comunitat de Castella i Lleó està formada per nou províncies, amb personalitat jurídica pròpia i autonomia per a la gestió dels seus interessos. El seu govern i administració depenen de la Diputació. Les províncies són l'àmbit ordinari per al compliment de les activitats de la comunitat. Les províncies són: 
- Àvila
- Burgos
- Lleó
- Palència
- Salamanca
- Segòvia
- Sòria
- Valladolid
- Zamora

El municipi és l'ens local bàsic de la comunitat amb personalitat jurídica pròpia i autonomia per a la gestió dels seus interessos. La seva representació, govern i gestió corresponen a l'ajuntament.

## Economia

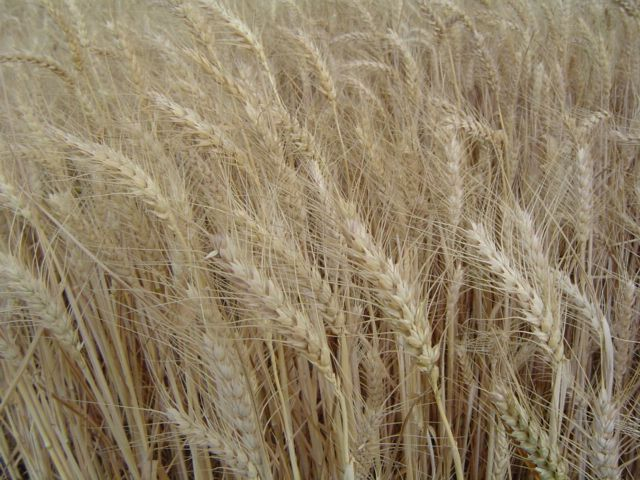
Camp de blat a la vall d'Amblés

El cultiu de secà predomina als camps de Castella i Lleó. Malgrat això, el regadiu ha anat guanyant importància a les zones de les valls del Duero, el Pisuerga i el Tormes. Hi destaquen les noves tecnologies sobretot en àrees com la Província de Valladolid o la Província de Burgos on la producció per hectàrea és de les més elevades d'Espanya. L'àrea més fèrtil castellà-lleonesa coincideix amb la vall de l'Esla, a Lleó, als camps de Valladolid, i a Terra de Camps, una comarca que s'estén entre Zamora, Valladolid, Palència i Lleó.

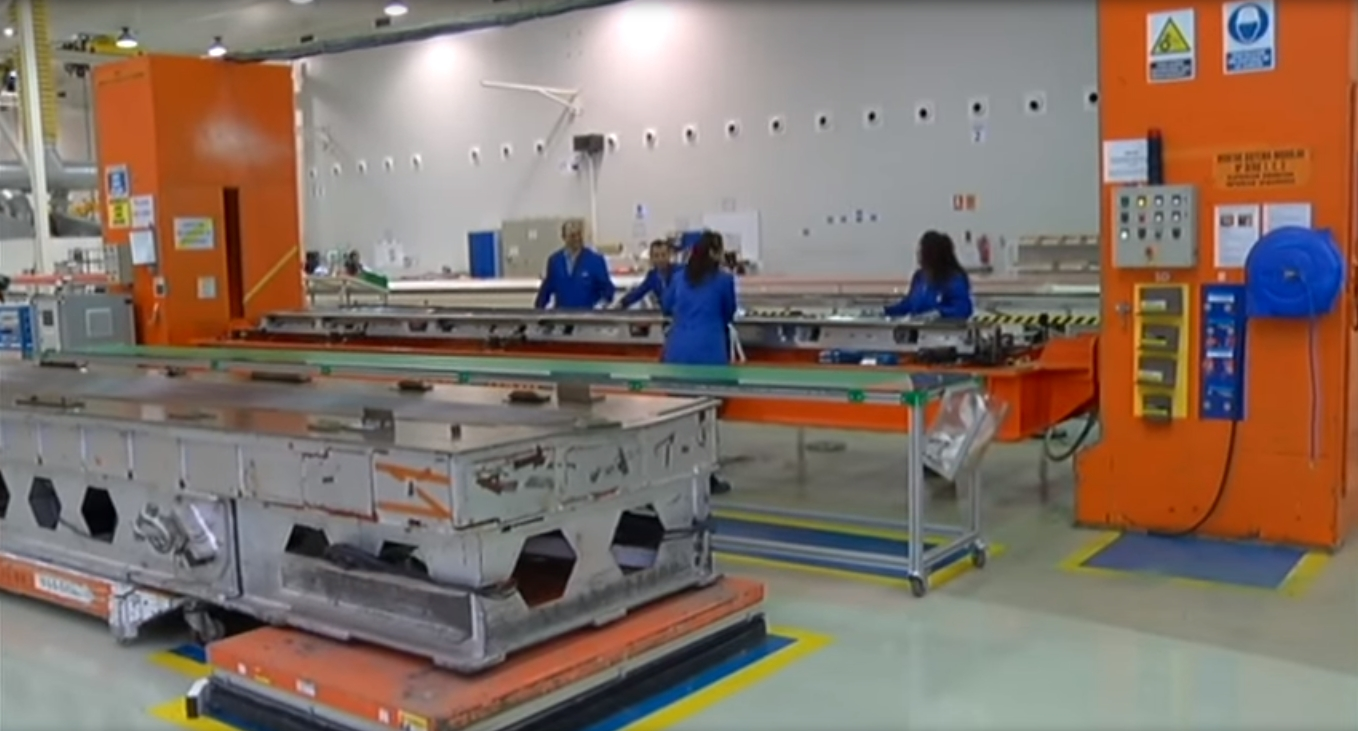
Factoria de components aeronàutics a Boecillo

La indústria de Castella i Lleó ocupava el 18% de la població activa i aportava el 25 % del PIB el 2000. Tant a Burgos com a Valladolid, on hi ha una important indústria de l'automòbil, paperera i química, es concentra la majoria de l'activitat industrial del territori castellanolleonès. Altres indústries són la indústria tèxtil a Béjar, les indústries de les teules i els maons a Palència, la indústria sucrera a Lleó, Toro i Benavente, la indústria farmacèutica a Lleó i la metal·lúrgica i siderúrgica a Ponferrada.
Al llarg de la dècada de 1990 va créixer l'afluència turística a Castella i Lleó, propiciada sobretot pel valor històric i cultural de les seves ciutats, i també per l'atractiu natural i paisatgístic de les seves diferents comarques. El 2001, Castella i Lleó va rebre uns 315.000 visitants, 42.000 dels quals eren estrangers.

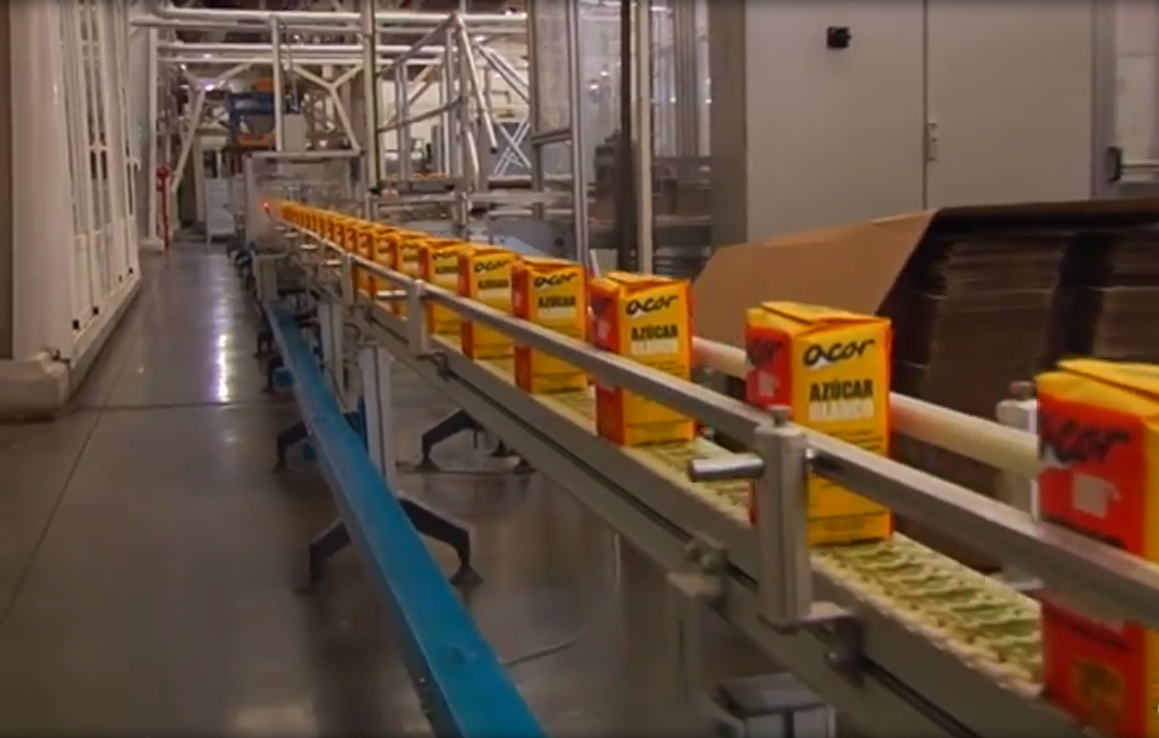
Indústria sucrera a Olmedo

El comerç interior de Castella i Lleó es concentra en el sector de l'alimentació, l'automoció, el teixit i el calçat. Per al comerç exterior, segons la regió, s'exporten principalment vehicles i xassís d'automòbils en Àvila, Palència i Valladolid, pneumàtics en Burgos i Valladolid, barres d'acer i manufactures de pissarra a Lleó, carn de boví a Salamanca, porcs a Segòvia, manufactures de cautxú a Sòria i carn de cabra i ovella, junt amb vi, a Zamora. Castella i Lleó també exporta molt vi sent la província de Valladolid la que més ampolles ven a l'estranger. Quant a la importació, van al capdavant els vehicles i els seus accessoris, com els motors o els pneumàtics.
El 2005 es va inaugurar a Lleó el Museu d'Art Contemporani de Castella i Lleó.

## Demografia
El 2005 la població de la comunitat de Castella i Lleó era de 2.510.849 habitants, 1.240.450 homes i 1.270.399 dones que representaven el 5,69 % de la població total de l'Estat espanyol. La població per província era: Ávila, 167.032 habitants; Burgos, 361.021; Lleó, 495.902; Palència, 173.471; Salamanca, 352.414; Segòvia, 155.517; Sòria, 92.773; Valladolid, 514.674; i Zamora, 198.045. La Comunitat té una densitat demogràfica molt baixa, a l'entorn dels 26 hab/km², tres vegades inferior a la mitjana nacional, la qual cosa indica que es tracta d'una regió escassament poblada, i que a més, es troba en declivi demogràfic. L'esperança de vida és superior a la mitjana espanyola: 83,24 per a les dones i 78,30 per als homes.
Encara que la població continua urbanitzant-se, hi ha més de 6.000 assentaments rurals amb prop d'un miler de nuclis de més de 25 persones. Només 14 municipis, 9 que corresponen a les nou capitals de província, superen els 20.000 habitants i només quatre els 100.000. Atès el gran nombre de municipis en què està dividida la Comunitat, el 97,9% té menys de 5.000 habitants, que, tanmateix, concentren el 40% de la població.

## Universitats de Castella i Lleó

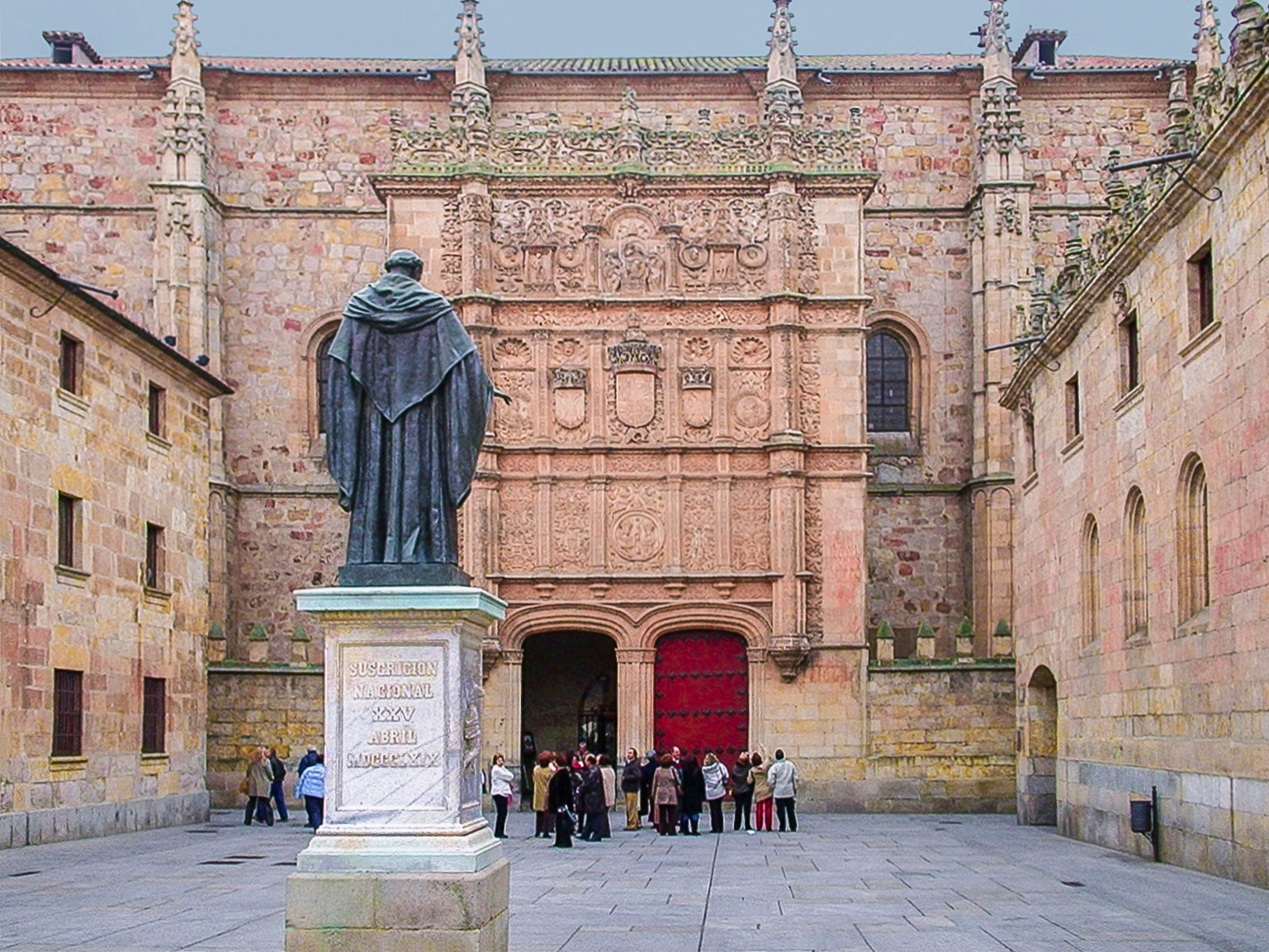
Universitat de Salamanca

- Universidad Católica de Ávila (Àvila)
- Universitat de Burgos (Burgos)
- Universitat de Lleó (Lleó)
- Universitat de Salamanca (Salamanca)
- Universitat Pontificia de Salamanca (Salamanca)
- Universitat SEK (Segòvia)
- Universitat Europea Miguel de Cervantes (Valladolid)
- Universitat de Valladolid (Valladolid)